# Charlotte von Caemmerer
Charlotte Albertine von Caemmerer (* 13. Mai 1877 in Straßburg; † 25. Dezember 1962 in Chieming) war eine deutsche Krankenpflegerin und berufspolitische Aktivistin.

## Leben
Charlotte von Caemmerer war die Tochter von Ida Auguste Charlotte Rüppel (1840–1917) und des preußischen Generalleutnants Rudolf von Caemmerer, der für seine Verdienste 1896 in den Adelsstand erhoben wurde. Ihr jüngerer Bruder war der Archivar Hermann Konrad von Caemmerer (1879–1914).
Sie engagierte sich in der Frauenbewegung und berufspolitisch, war Mitglied im Vorstand der von Agnes Karll gegründeten Berufsorganisation der Krankenpflegerinnen Deutschlands und publizierte Fachbeiträge.
1914 heiratete von Caemmerer den Ökonomen Hanns Dorn in München.

## Schriften
- Die Berufskrankenpflegerinnen, in: Der Staatsbürger 4 (=1913) (7).
- Gegen die Krankenpflegerinnentracht, in: Der Staatsbürger 5 (=1914) (1).
- Berufskampf der Krankenpflegerin in Krieg und Frieden, München; Leipzig: Duncker & Humblot 1915. Reprint 2013 ISBN 9783428862160.
- Berufsberatung in Krankenpflege und -Fürsorge, Leipzig: Naturwissenschaften 1918.
- Die Fabrikpflegerin In: Archiv für Sozialwissenschaften und Sozialpolitik 46 (=1919) (1), 214–224.